# Angel Fernando Costa Sarmiento

## Ángel Fernando Costa Sarmiento
Ángel Fernando Costa Sarmiento (Corrientes, Argentina, 27 de agosto de 1970) es un dirigente deportivo y empresario con nacionalidad boliviana y argentina. Desde noviembre de 2020 es presidente de la Federación Boliviana de Fútbol (FBF), cargo para el que fue reelecto en 2022 para el período 2022–2026.

### Biografía y formación
Nació en Corrientes y tiene doble nacionalidad. Estudió ingeniería comercial y obtuvo una maestría en administración de empresas. Ha ejercido como presidente ejecutivo de la Universidad Tecnológica Boliviana (UTB).

### Trayectoria en Always Ready
En 2015 asumió la presidencia del Club Always Ready. Bajo su gestión, el club ganó la Copa Simón Bolívar en 2018 y regresó a la División Profesional tras 27 años. Posteriormente, clasificó para la Copa Sudamericana 2021.

### Presidencia de la Federación Boliviana de Fútbol
En noviembre de 2020 fue elegido por unanimidad presidente de la FBF para completar el mandato de César Salinas; fue reelegido en 2022.

#### Derechos de transmisión
En marzo de 2025, durante un congreso extraordinario, se aprobó la explotación de derechos televisivos bajo un modelo asociativo entre la estatal Entel y la cooperativa Cotas por un mínimo de 120 millones de dólares durante el periodo 2025–2028.  
El contrato anterior con Telecel-Tigo fue de 48,6 millones de dólares por el periodo 2021–2024.

#### Canal de la FBF
Durante su gestión se lanzó “FútbolCanal”, un canal de televisión propiedad de la FBF que comenzó emisiones el 12 de febrero de 2025.

#### Litigio con Tigo
En marzo de 2025, la FBF —liderada por Costa— reclamó un pago de aproximadamente 16 millones de dólares a Tigo por retransmisiones no autorizadas entre enero y febrero de ese año.

### Reconocimientos
En julio de 2023 recibió la condecoración “Prócer Pedro Domingo Murillo” por su aporte al deporte, la educación y la gestión empresarial en La Paz.